# Евре-Анарйокка
Національний парк Евре Анайоркка (норв. Øvre Anárjohka nasjonalpark) — це парк, що знаходиться в Карасьйок і Каутокейно муніципалітетах у фюльке Фіннмарк Норвегія. Парк був відкритий у 1976 році і займає площу 1409 км². Він межує з Лемменйокі у Фінляндії. Евре Анайоркка розташований на внутрішньому плато Фіннмарксвідда і включає в себе густі березові ліси, соснові ліси, болота і озера. Парк містить найбільші залишки незайманого соснового лісу в Норвегії.

## Фауна
Парк є багатим на всілякі тварині та рослині види. Найбільшими ссавцями є лосі, але вони часто мігрують зимою в більш лісисті райони за межами парку. Парк має 12 зимових пасовищних одиниць для північних оленів. Отже, з листопада по квітень включно, північний олень повністю панує в парку. Бурі ведмеді мають свої зимові нори всередині національного парку , росомахи) також є частиною різноманітної фауни парку. Лисиця а також Горностай — найпоширеніші з найменших хижаків. Багато маленьких гризунів знайшли для себе місце в парку. Лемінги, Полівка північна, Шапарка сибірська і водяний щур є найбільш поширеними, але їх кількість може різнитись через постійні міграції. Myodes rutilus, цей типовий сибірський вид хом'якових є також характерним мешканцем національного парку. Область стабільно заселена зайцями, а також великою кількістю видів щурів. Національний парк Евре Анайрокка славиться тим що тут водиться риба різних аидів. Лосось, Форель, Колючка триголкова, Харіус європейський, Ряпушка Щука, Окунь, Минь річковий і minnow є типовими для цієї місцевості. Одним з рідкісних видів риб якого можна зустріти тут є Палія арктична. Цей вид знаходиться лише в одному з озер парку.

## Назва
Парк названий на честь великої річки Anárjohka, яка починається тут і тече далеко на північ. Назва річки походить від північно-саамської мови, де johka означає «річка». Значення першого елемента невідоме (але воно також зустрічається в назві фінського озера Інарі, що перекладається на Самі Анар'яврі). Перше слово øvre походить з норвезької мови і означає «верхній», тому назва означає «верхня частина річки Анархохка».